# 沙布雷基诺 (奥廖尔州)
沙布雷基诺（羅馬化：Shablykino）是俄罗斯奥廖尔州的市级镇、沙布雷基诺区行政中心及规模最大聚居地，地处奥廖尔州西部，位于第聂伯河流域莫赫河（Мох）畔，在州府奥廖尔西偏南方。
该地2022年人口有2,754人；2010年人口3,414；2002年人口3,900；1989年人口4,143。